# Иванчина-Писарева, Софья Абрамовна
Софья Абрамовна Иванчина-Писарева (в девичестве Брагинская; 1861, Черниговская губерния, Российская империя — 1946, Москва, СССР) — русская переводчица, писательница, издатель.
Сестра Марка Абрамовича Брагинского.

## Биография
Родилась в еврейской семье. Родители — черниговские мещане Авраам Хаимович Брагинский и Перла Сосия Моисеевна. Семья переехала в Таганрог, где родился младший брат Давид, затем перебрались в Самару.
После окончания самарской гимназии уехала в Санкт-Петербург, где окончила физико-математическое отделение Высших женских курсов (1882) и медицинский факультет Императорского Санкт-Петербургского университета. Получила квалификацию зубного врача.
С 1880-х годов серьёзно занималась переводами западноевропейских авторов. В начале 1900-х годов вышла замуж за Александра Ивановича Иванчина-Писарева. С апреля 1912 года до сентября 1914 года — издатель журнала «Заветы» (Санкт-Петербург).
Умерла в Москве в 1946 году. Похоронена на Востряковском еврейском кладбище.

## Литературные труды
- Стрельцы / Сокращено из романа К. П. Масальского С. Брагинской. — Санкт-Петербург: Рус. кн. маг., 1886. — 64 с. ; 21 см.
- Орлеанская дева Жанна Д’Арк / Сост. С. А. Брагинская. — Санкт-Петербург : А. А. Холмушин, 1889. — 32 с. : ил. ; 17 см.

То же — 2-е изд. — 1892, 3-е изд. — 1894, 4-е изд. — 1896, 5-е изд. — 1898, 6-е изд. — 1905.
- Пертская красавица, или День св. Валентина. Из романа Вальтера Скотта / Переделала С. Брагинская. — Санкт-Петербург: Калашников. тип. А. Трунова, 1891. — 96 с. ; 18 см.

То же — 2-е изд. — 1899, 3-е изд. — 1901.
- Сочинения Виктора Гюго. В 2 т. : С портр. авт. и вступ. ст. А. М. Скабичевского / Сокр. пер. С. А. Брагинской. Т. 1-2. — Санкт-Петербург: Ф. Павленков, 1895. — 2 т.: портр.; 27 см.

I. Корка хлеба. Рассказ / С фр. рассказала С. Б.

II. Рождественская ночь. Рассказ по Брет Гарту С. Б. — Санкт-Петербург : М. Круковский, 1895. — 32 с. ; 16 см. (Авт. установлен по изд.: Масанов, И. Ф. словарь псевдонимов. М., 1958. Т. 3. С. 51.)

То же — 2-е изд. — 1897.
- Твен, Марк. Принц в лохмотьях, или Случай из жизни английского короля Эдуарда VI / Переделала из соч. Марка Твена С. Брагинская. — Санкт-Петербург : А. А. Холмушин, 1889. — 116 с. : ил. ; 19 см.
- Гюго, Виктор. Бюг-Жаргаль / Пер. С. Иванчиной-Писаревой — Санкт-Петербург : Копейка, 1911. — 32 с. : ил. ; 20 см. — (Сборники иностранной литературы). — Беспл. прил. к журн. «Нашим детям».
- Мало, Эктор. Без семьи (Sans famille) / Гектор Мало. Пер. с фр. С. Иванчиной-Писаревой. — Санкт-Петербург : Копейка, 1911. — 192 с. : ил. ; 19 см.
- Герштеккер, Фридрих. В преддверии свободы / (По роману Герштекера) Перераб. С. А. Иванчиной-Писаревой под ред. Ал. Алтаева ; Предисл. М. А. Брагинского. — М. — Л.: Земля и фабрика, 1924. — 81 с. ; 24 см см. — (Ист. серия). Пер. также под заглавием: Заря новой жизни. — Напечатано в Ленинграде.
- Гюго В. История одного предательства / По В. Гюго в переработке С. А. Иванчиной-Писаревой; Рисунки С. Шумилович; Обложка А. Могилевского; [Предисловие М. Брагинского]. — М.—Л.: Земля и фабрика, 1924. — 174 с. — (Историческая серия).
- Булвер-Литтон, Эдуард Джордж. Последний народный трибун / Перевод С. А. Иванчиной-Писаревой. — М. — Л.: Земля и фабрика, 1925. — 210 с. : ил. ; 17 см см. (Напеч. в Москве. — Загл. ориг.: Rienzi, the last of the Roman tribunes. — Пер. также под загл. «Кола ди Риенци, последний римский трибун»)[6]
- Иванчина-Писарева С. А. «Братья» (рассказ для детей старшего возраста). М.-Л., 1921 и 1929[7].

## Муж
- Александр Иванович Иванчин-Писарев

## Сестра и братья
- Розалия Абрамовна Брагинская (1862, Черниговская губерния—1914, Петроград) (псевд. Р. Б.)- переводчик, врач. После окончания Самарской гимназии, закончила медицинский факультет Императорского Санкт-Петербургского университета. Сотрудинчала во «Всемирной панораме» (1911—1915), «Петроградском курьере» (1914). Принимала участие в «Большой Энциклопедии» С. Н. Южакова[8].
- Марк Абрамович Брагинский (декабрь, 1863, Черниговская губерния—1951, Москва)
- Давид Абрамович Брагинский (р. 25.10.1865, Таганрог) — библиограф, провизор, чиновник 2-го округа Санкт-Петербургского акцизного управления, коллежский секретарь. Автор «Библиографического указателя переводной беллетристики в русских журналах за пять лет 1897—1901», тип. Н. Н. Клобукова, Санкт-Петербург, 1902, 68 стр.

## Адреса в Санкт-Петербурге
- Санкт-Петербург, Загородный проспект д. 14
- Санкт-Петербург Литейный проспект д. 15